# Hamry (Klatovyi járás)
Hamry település Csehországban, a Klatovyi járásban. Hamry Nýrsko, Železná Ruda, Chudenín, Dešenice, Lohberg, Neukirchen beim Heiligen Blut és Lam településekkel határos. Lakosainak száma 116 fő (2024. január 1.).

## Népesség
A település lakosságának változását az alábbi diagram mutatja:
| Lakosok száma | 1440 | 1426 | 1536 | 309  | 102  | 119  | 129  | 123  | 109  | 116  |
|               | 1869 | 1890 | 1921 | 1950 | 1980 | 2001 | 2017 | 2019 | 2022 | 2024 |

## Galéria

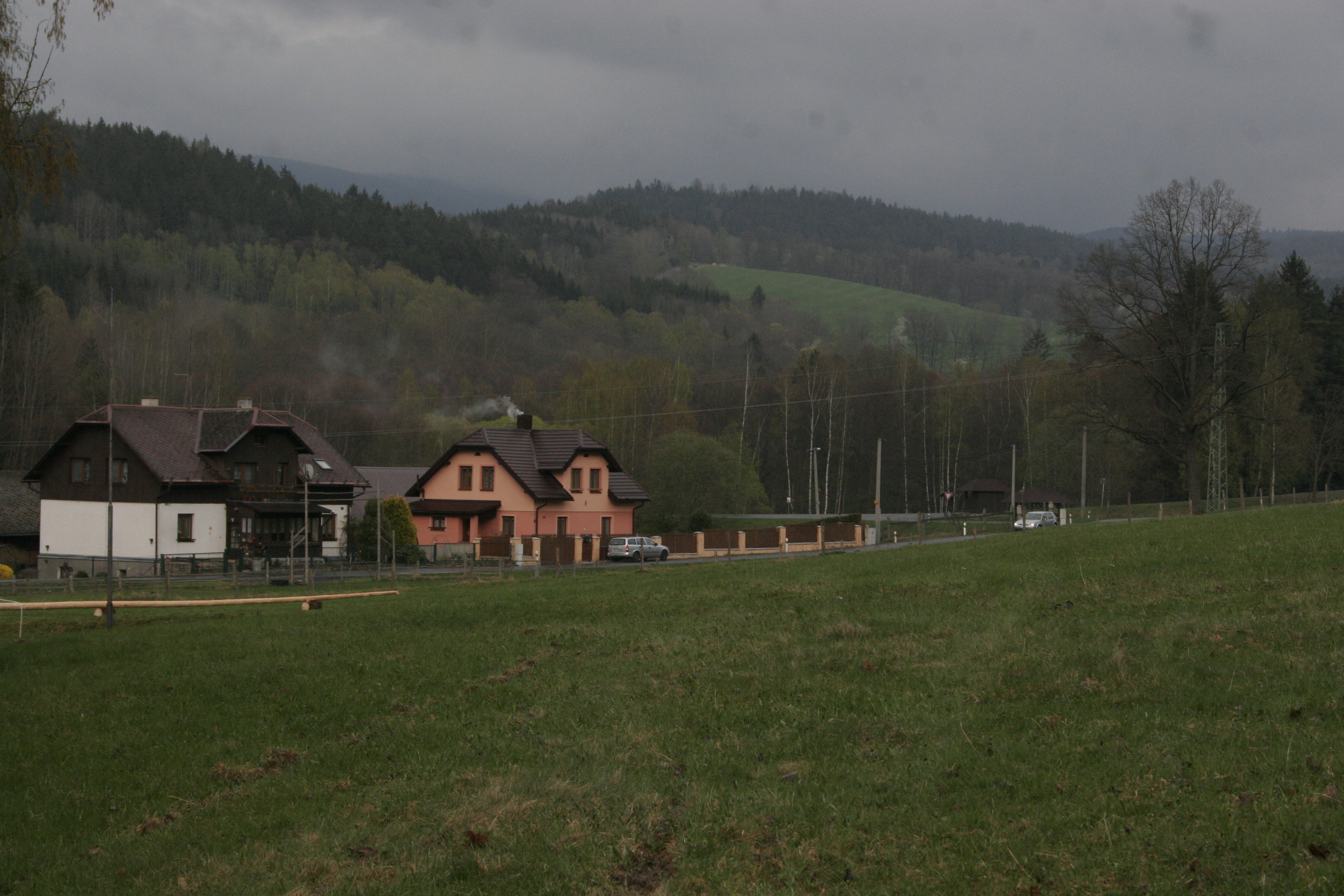
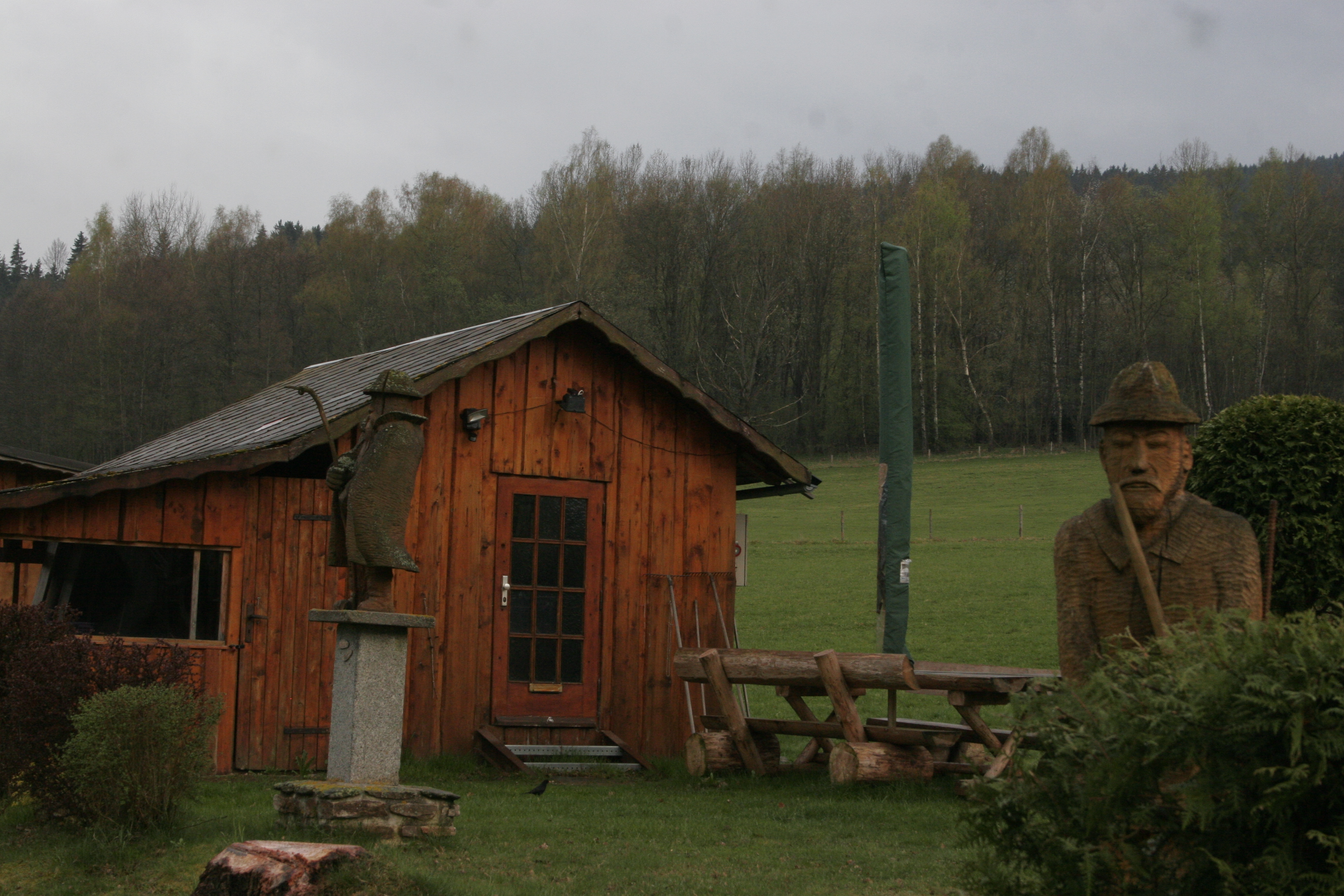
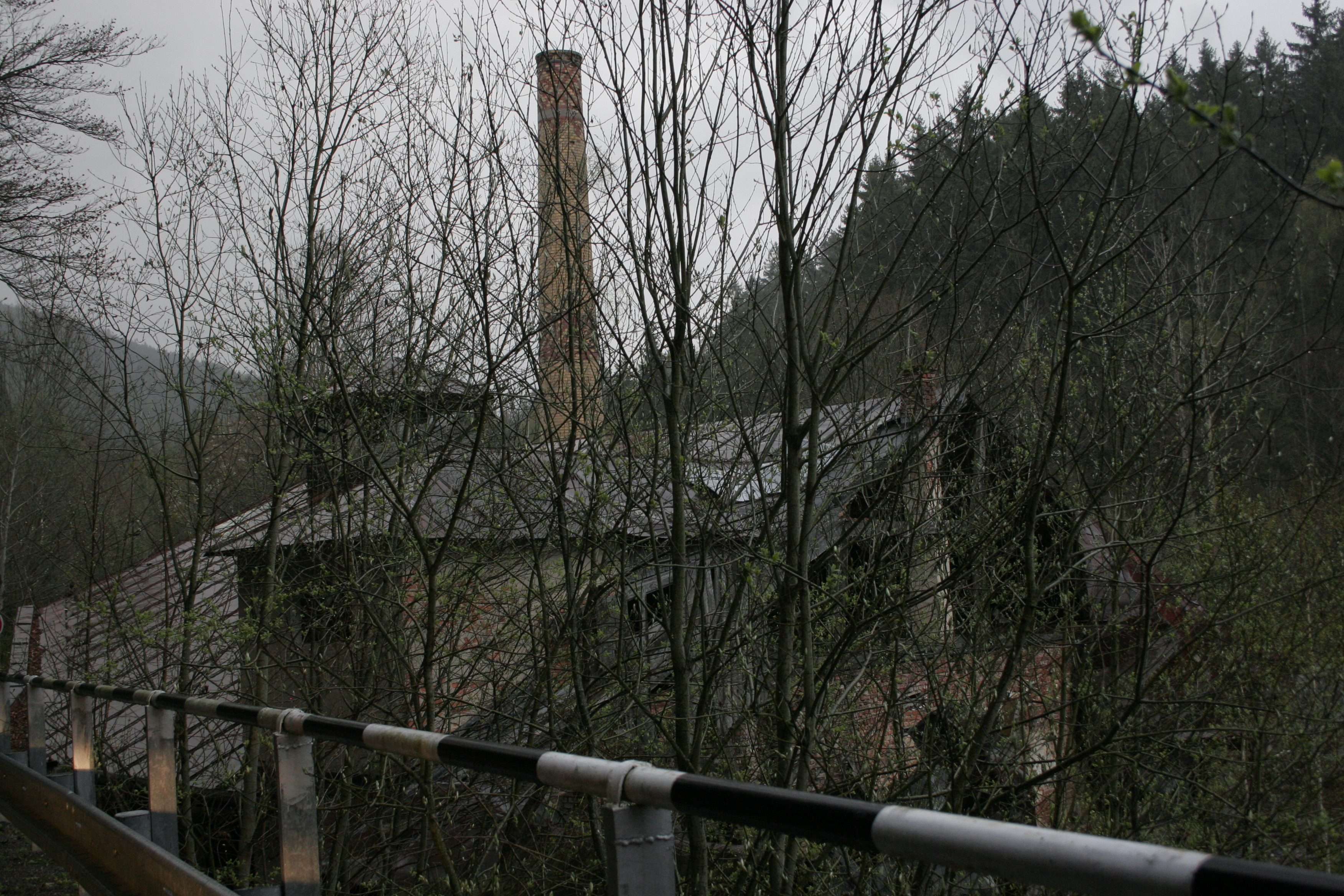